# Castelo Branco (sajt)
A Castelo Branco (portugál nyelven: Queijo de Castelo Branco) sajtféle, melyet az azonos nevű városról Castelo Brancóról neveztek el, ami a szintén azonos nevű Castelo Branco kerület központja és egyben legnagyobb városa. 
1996 óta a Castelo Branco sajt az eredetvédett élelmiszerek közé tartozik, mint egyike a három Beira Baixa sajtoknak (portugálul: Queijos da Beira Baixa).
Ezt a sajtot a többihez hasonlóan tejből készítik, amely lehet egyaránt kecsketej, vagy juhtej is. A sajt könnyed, krémesen lágy állagú. Általánosságban 40 napig tart e sajtféleség érlelése, mikor kecsketejből készül és 50 napig tart az érlelési időszak, amikor juhtehjet használtak fel a készítéséhez. A Castelo Branco sajt zsírtartalma 45% körüli és a sajt színe közelít a fehérhez.

## Fordítás
Ez a szócikk részben vagy egészben  a   Castelo Branco cheese című angol Wikipédia-szócikk ezen változatának fordításán alapul.  Az eredeti cikk szerkesztőit annak laptörténete sorolja fel. Ez a jelzés csupán a megfogalmazás eredetét és a szerzői jogokat jelzi, nem szolgál a cikkben szereplő információk forrásmegjelöléseként.